# تحریف‌شده (فیلم)
تحریف‌شده (به انگلیسی: Distorted) فیلمی محصول سال ۲۰۱۸ و به کارگردانی راب دبلیو کینگ است. در این فیلم بازیگرانی همچون جان کیوسک، کریستینا ریچی، برندن فلچر و وایسلس ریون شانون ایفای نقش کرده‌اند.